# Liste der Kulturgüter in Allaman
Die Liste der Kulturgüter in Allaman enthält alle Objekte in der Gemeinde Allaman im Kanton Waadt, die gemäss der Haager Konvention zum Schutz von Kulturgut bei bewaffneten Konflikten, dem Bundesgesetz vom 20. Juni 2014 über den Schutz der Kulturgüter bei bewaffneten Konflikten sowie der Verordnung vom 29. Oktober 2014 über den Schutz der Kulturgüter bei bewaffneten Konflikten unter Schutz stehen.
Objekte der Kategorien A und B sind vollständig in der Liste enthalten, Objekte der Kategorie C fehlen zurzeit (Stand: 1. Januar 2023).

## Kulturgüter
| Foto |                                                                                  | Objekt | Kat. | Typ | Standort                               | Beschreibung |
| ---- | -------------------------------------------------------------------------------- | --- | ---- | --- | -------------------------------------- | ------------ |
| ja   | Datei hochladen · Wikidata zu Schloss Allaman (Q2968060)                         | Schloss Allaman mit Nebengebäuden und Gutshof / Château d’Allaman avec dépendance et rural KGS-Nr.: 05898 | A    | G   | Rue du Château 2, 4, 6 520062 / 147198 |              |
| ja   | Datei hochladen · Wikidata zu Schloss Rochefort (Q29890474)                      | Schloss Rochefort und Gutshof / Château de Rochefort et rural KGS-Nr.: 05899                              | B    | G   | Place de l’Église 3 519900 / 147150    |              |
| ja   | Datei hochladen · Wikidata zu Reformierte Kirche Saint-Jean-Baptiste (Q29890475) | Reformierte Kirche Saint-Jean-Baptiste / Église réformée Saint-Jean-Baptiste KGS-Nr.: 14550               | B    | G   | Place de l’Église 2 519878 / 147145    |              |